# S・P・O・R・T・S
『S・P・O・R・T・S』（スポーツ）は、THE SQUARE11枚目のアルバムである。1986年3月5日にリリース。 

## 概要
スクェアの11枚目のアルバムで、12インチシングル「DROP GOAL」と同時発売。
本作は、スポーツにちなんだタイトル曲が複数収録（「Love All」「HIT AND RUN」「OVERHEAD KICK」「DROP GOAL」）。世界的にアナログ機材からデジタル機材に移行する過渡期に制作された作品。本作ではデジタル録音や自動演奏などで実験的なアプローチもとられ、これまでのスクェアの作品群とは違った作風となっている。本作が制作されていた頃に、伊東たけしの2ndソロアルバム『L7』がリリースされており、音楽的にもそれまでのスクェア・サウンドとは異なり『L7』の影響を受けている。和泉によると「ADVENTURES」の路線から脱却したかった、という。
本作から則竹裕之がドラマーとして加入。本作を最後にベーシストの田中豊雪がスクェアを脱退し、次作『TRUTH』から須藤満がベーシストとしてスクェアに加入した。
伊東は前作『R・E・S・O・R・T』より、従来使用していたコンピュトーン社製リリコン（外部音源を使用するウインド・シンセサイザー・ドライバーを含む）と同時に、伊東がEIZUKA ENGINEERING WORKSHOPに特別に注文して制作された「TAKECON-1」と呼ばれるウインドシンセサイザーを一部楽曲で使用している。なおリリコンは「LOVE ALL」（ウインド・シンセサイザー・ドライバー+Prophet-5使用）、「OVERHEAD KICK」（ウインド・シンセサイザー・ドライバー+Prophet-5使用）、「雲路」（ウインド・シンセサイザー・ドライバー+Minimoog使用）で、TAKECON-1は「宝島」（TAKECON-1+DX7使用）と「CAMEL LAND」（TAKECON-1+DX7使用）で使用されている。なお、リリコンの使用は次作の『TRUTH』までで、1988年発表の『YES,NO.』以降はリリコンに代わってAKAI EWIシリーズを使用している。
2002年11月7日に、スーパーオーディオCD仕様でも発売された。

## 受賞
- 日本ゴールドディスク大賞 第1回（1986年度）アルバム・オブ・ザ・イヤー・ジャズ/フュージョングループ部門（邦楽）[2]

## TAKARAJIMA
実験的な楽曲の中でも、7曲目に収録された「TAKARAJIMA」（宝島）はスクェアのライブでの定番曲となると共に、多くのテレビやラジオ番組でバックグラウンドミュージックとして使用された。
シングルカットはされなかったものの、和泉のT-SQUARE脱退後もTHE SQUARE時代の代表曲の一つとして、2010年のセルフカバーアルバム『宝曲 〜T-SQUARE plays THE SQUARE〜』に収録されているほか、和泉自身もピアノトリオバージョン（アルバム「A Square Song Book」収録）やピアノソロバージョン（アルバム「Complete Solo Piano Works I」収録）などで披露している。
アレンジバージョンとしては、下記の吹奏楽アレンジが広く知られているほか、1995年リリース（2006年リマスター版発売）のミュンヘン交響楽団及びシティ・オブ・ロンドン・ウィンドアンサンブルとのコラボレーションアルバム『TAKARAJIMA』（VRCL-2041）にオーケストレーションアレンジが収録されている。

### 吹奏楽アレンジ
「TAKARAJIMA」は、スクェアのオリジナルと共に、『宝島』のタイトルでの、真島俊夫の編曲による吹奏楽アレンジが広く知られている。オリジナルのミディアムテンポに対し、吹奏楽版はラテンパーカッションを多用したサンバ調のアップテンポアレンジとなっている。オリジナルでは作曲者である和泉自身のピアノソロだった部分が、吹奏楽版ではアルトサックスのソロ（記譜上のフレーズの大半は「S・P・O・R・T・S」収録の和泉のピアノソロを踏襲したもの）に置き換えられている。サックスソロに続くパーカッションソロと、ブラスパートのトゥッティは吹奏楽版のオリジナルアレンジ。
吹奏楽アレンジは1987年発売の『ニュー・サウンズ・イン・ブラス 第15集』が初出で、この時のソリストは須川展也。1997年発売の『ニュー・サウンズ・スペシャル 25周年記念盤』ではゲストとして参加した伊東たけしをフィーチャーしている。演奏は共に東京佼成ウインドオーケストラ。
「宝島」は、同じくTHE SQUAREの楽曲の吹奏楽アレンジである「オーメンズ・オブ・ラヴ」（本曲も原曲は和泉の作曲である「OMENS OF LOVE」）と並んで、真島のアレンジャーとしての評価を確立させた楽曲であり、岩井直溥は「『オーメンズ・オブ・ラヴ』で、いわゆるシンフォニック・ポップスともいうべき彼ならではのアレンジを完成させ、『宝島』で大爆発する」「この2曲は、いまでも日本中で演奏されているロング・ヒット・スコアで、聞いたところによると、真島くんのオリジナル曲だと錯覚している若い人たちもいるらしい」〔ママ〕と評している。
1987年に発売された『宝島』の吹奏楽譜は、発売から1カ月で売り切れるほどの人気だったといい、2011年に「ニュー・サウンズ・イン・ブラス」シリーズ発売元のEMIミュージック・ジャパンが実施した「あなたの思い出の曲」「好きな曲」人気投票では第1位に選ばれた。「吹奏楽の定番曲」として評される機会も多く、和泉を「T-SQUAREの元メンバー」と共に「（吹奏楽曲の）『宝島』の作曲者」として報じるニュースもある。
真島は、吹奏楽譜発売から27年経過した2014年6月22日放送の『題名のない音楽会』にて、発売された楽譜のホルンパートの一部に誤りがあったことを公表している。

## 収録曲
LPレコードと、カセット、CDでは収録時間が異なっており、当時CDが市場に普及し始めた時期で、LPよりも収録可能時間が長くなっており、価格面は少々割高であるCDに後奏を長めにした曲を数曲収録して差別化を図った。なお、現行リマスター盤CDはアナログ盤をベースにリマスターしており、収録時間はアナログ盤に準じている。その為、後奏長めは初回発売盤のみの収録となっている。
1. LOVE IS IN MY SIGHT（安藤まさひろ作曲）
作曲者の安藤は「今までのスクェア・サウンドを受け継いでいるもの」と語っている[1]。
2. LOVE ALL（伊東たけし作曲）
作曲者の伊東は「ビートを中心に、アドリブ・ソロの自由度が生きるようなコード進行ということを考えに入れてます」と語っている[1]。
3. HIT AND RUN（安藤まさひろ作曲）
シングル「DROP GOAL」のB面に収録。詳しくはDROP GOALを参照。
4. LEAVE ME ALONE（和泉宏隆作曲）
作曲者の和泉は「“ひとりでいること” (=Aloneness) と“孤独” (=Loneliness) との間には、大きな隔たりがあります。十年以上も前に、そんなことに思いを馳せて絞り出した曲です」と語っている[7]。
5. OVERHEAD KICK（田中豊雪作曲）
作曲者の田中は「とにかくノリのいいロックン・ロール」と語っている[1]。
6. DROP GOAL（安藤まさひろ作曲）
本作から12インチシングルとしてシングルカットされた楽曲。詳しくはDROP GOALを参照。
7. TAKARAJIMA（『宝島』、和泉宏隆作曲）
後に複数のアルバム（和泉のソロアルバムを含む）に収録されるなど、スクェアならびに和泉を代表する曲の一つ。
8. CAMEL LAND（安藤まさひろ作曲）
作曲者の安藤は「ちょっとスクリッティ・ポリッティあたりのクールな感じを出してみたいと思って書いた曲」と語っている[1]。
9. PASSAGE OF CLOUDS(雲路) （伊東たけし作曲）
ラストナンバーは前2作同様バラードナンバーだが、本作は和泉ではなく伊東の作品。
作曲者の伊東は「メロディ主体」と語っている[1]。

## ミュージシャン
- THE SQUARE
  - 安藤まさひろ - Guitars
  - 伊東たけし - Alto Saxophone & Lyricon
  - 田中豊雪 - Electric Bass & Synthesizer Bass
  - 和泉宏隆 - Keyboards
  - 則竹裕之 - Drums & Percussion
- Guest Musicians（「LOVE ALL」のみ）
  - ジェイク・コンセプション - Tenor Saxophone
  - 新井英治 - Trombone
  - 林研一郎 - Trumpet
  - 数原晋 - Trumpet